# Félix De Vigne
Félix de Vigne (uttalas vinj), dekorationsmålare född 16 mars 1806 i Gent, död där 5 december 1862, var en belgisk konstnär. Han målade porträtt och historiska motiv från medeltiden: 
- Gillenas föreståndare bedjande om nåd för ett par ministrar
- Filip van Arteveide talar till folket i Gent
- Marknad från 1400-talet
- Målaren van der Meeres bröllopståg

de Vigne utgav Recueil de costumes du moyen âge, en mängd kostymbilder i etsning, och skrev den
gotiska byggnadskonstens historia på flamländska (1845).

## Utmärkelser
- Riddare av Leopoldsorden

[Redigera Wikidata]